# Bryan Singer
Bryan Singer (New York, 17 september 1965) is een Amerikaanse filmregisseur.
Hoewel hij tot nu toe slechts tien films geregisseerd heeft, kan Singer al beschouwd worden als een van de grotere regisseurs in Hollywood. Dit komt mede dankzij het grote succes van de film The Usual Suspects (met Kevin Spacey). Latere bekendheid verwierf hij met blockbusters als X-Men, X2 en Superman Returns. In 2008 regisseerde hij het historisch drama Valkyrie waarbij naast Tom Cruise, Carice van Houten ook een van de rollen vertolkt.
Singer heeft een zoon met actrice Michelle Clunie.
In 2016 zou hij de film Bohemian Rhapsody regisseren, maar tijdens de productie werd hij ontslagen wegens nalatig gedrag. Hij werd daarom vervangen door Dexter Fletcher.
Singer is gedurende zijn carrière meerdere malen beschuldigd van seksueel misbruik.

## Geregisseerde films
| Filmografie als regisseur | Filmografie als regisseur  | Filmografie als regisseur                                         |
| Jaar                      | Titel                      | Bijzonderheden                                                    |
| ------------------------- | -------------------------- | ----------------------------------------------------------------- |
| 1993                      | Public Access              |                                                                   |
| 1995                      | The Usual Suspects         |                                                                   |
| 1998                      | Apt Pupil                  |                                                                   |
| 2000                      | X-Men                      |                                                                   |
| 2003                      | X2                         |                                                                   |
| 2006                      | Superman Returns           |                                                                   |
| 2008                      | Valkyrie                   |                                                                   |
| 2013                      | Jack the Giant Slayer      |                                                                   |
| 2014                      | X-Men: Days of Future Past |                                                                   |
| 2016                      | X-Men: Apocalypse          |                                                                   |
| 2018                      | Bohemian Rhapsody          | Gedurende de productie ontslagen, maar wel behouden in de credits |
| 2019                      | X-Men: Dark Phoenix        | Vervangen door Simon Kinberg                                      |

## Trivia
- Hij is al van jongs af aan bevriend met acteur Ethan Hawke, die ook een rol had in de eerste (korte) film die door Singer en John Ottman werd geregisseerd.
- Singer heeft voor bijna al zijn films samengewerkt met componist John Ottman.
- Zijn favoriete film is Jaws en hij heeft zijn productiebedrijf (Bad Hat Harry Productions) vernoemd naar een uitspraak in deze film.
- Singer is openlijk biseksueel.[3]